# Římskokatolická farnost Křelov
Římskokatolická farnost Křelov je územní společenství římských katolíků s farním kostelem svatého Jiljí v děkanátu Olomouc.

## Historie farnosti
První písemné zmínky o křelovském kostele pocházejí z roku 1279. Stál zřejmě na návrší na místě nynější kapličky Panny Marie. V letech 1719-1721 byl od základů vystavěn nový barokní chrám, zasvěcený svatému Jiljí. Část kostela však byla postavena na skále, část na pohyblivých jílech a píscích. Zdivo chrámu začalo pod vlivem nejistého podloží krátce po dokončení stavby praskat. I přes opakované zpevňování se trhliny objevovaly neustále. V roce 1961 byl staticky narušený kostel z bezpečnostních důvodů uzavřen a o dva roky později byla nařízena jeho demolice. Mobiliář chrámu byl rozmístěn do sousedních farností. Po roce 1989 byly oživeny snahy o výstavbu nového kostela. Jeho stavba probíhala v letech 1991-1993 podle návrhu polského architekta Jerzyho Pekaly.

## Duchovní správci
Farnost spravují karmelitáni z Olomouce-Hejčína. Od září 2016 byl administrátorem excurrendo P. ThLic. Norbert Jaroslav Žuška O.Carm. Toho s platností od července 2018 vystřídal P. Pavel Gorazd Cetkovský OCarm.

## Bohoslužby
| Kostel               | Místo  | Bohoslužba (den) | Hodina                                   | Poznámka     |
| -------------------- | ------ | ---------------- | ---------------------------------------- | ------------ |
| kostel svatého Jiljí | Křelov | neděle středa    | 9.00 15.15 (zimní čas)/18.30 (letní čas) | farní kostel |

## Aktivity ve farnosti
Každoročně se ve farnosti koná tříkrálová sbírka, v roce 2017 se při ní vybralo 30 176 korun.
Dvakrát měsíčně probíhají ve farnosti modlitby matek a modlitby otců. Funguje farní ekonomická rada.